# Alcester
Alcester es una parroquia civil y una villa del distrito de Stratford-on-Avon, en el condado de Warwickshire (Inglaterra).

## Geografía
Según la Oficina Nacional de Estadística británica, Alcester tiene una superficie de 13,03 km².

## Demografía
Según el censo de 2001, Alcester tenía 6214 habitantes (47,39% varones, 52,61% mujeres) y una densidad de población de 476,9 hab/km². El 20,02% eran menores de 16 años, el 70,98% tenían entre 16 y 74 y el 9% eran mayores de 74. La media de edad era de 40,1 años. Del total de habitantes con 16 o más años, el 24,77% estaban solteros, el 56,58% casados y el 18,65% divorciados o viudos.
El 96,41% de los habitantes eran originarios del Reino Unido. El resto de países europeos englobaban al 1,58% de la población, mientras que el 2,01% había nacido en cualquier otro lugar. Según su grupo étnico, el 98,67% eran blancos, el 0,48% mestizos, el 0,4% asiáticos, el 0,18% negros, el 0,13% chinos y el 0,1% de cualquier otro. El cristianismo era profesado por el 82,12%, el budismo por el 0,14%, el hinduismo por el 0,26%, el judaísmo por el 0,11%, el islam por el 0,08% y cualquier otra religión, salvo el sijismo, por el 0,27%. El 10,8% no eran religiosos y el 6,21% no marcaron ninguna opción en el censo.
3081 habitantes eran económicamente activos, 2975 de ellos (96,56%) empleados y 106 (3,44%) desempleados. Había 2663 hogares con residentes, 74 vacíos y 12 eran alojamientos vacacionales o segundas residencias.